# Геворгян, Геворг Саркисович
Гево́рг Сарки́сович Геворгя́н (арм. Գևորգ Սարգսի Գևորգյան, 15 сентября 1948, село Джрвеж, Котайкский район, Армянская ССР, СССР) — армянский государственный и общественный деятель.
- 1966—1971 — Ереванский политехнический институт. Инженер-механик. Удостоен благодарственных грамот президента и премьер-министра Армении.
- 1976—1978 — обучался в университете марксизма-ленинизма по специальности журналистика.
- 1983 — принимал участие в курсах повышения квалификации творческих и руководящих сотрудников кинематографии (в Москве).
- 1971—1982 — работал в студии телевизионных фильмов «Ереван» в качестве начальника цеха, начальника производства, а затем заместителем директора.
- 1982—1986 — работал на киностудии «Арменфильм» на должности начальника производства.
- 1986—1992 — заместитель директора киностудии «Арменфильм», а в 1992—2006 — директор киностудии.
- Февраль-май 2006 — был министром культуры и по делам молодёжи Армении. Беспартийный.
- с 2007 года является директором Национального киноцентра Армении.